# Archosauriformes
De Archosauriformes zijn een groep reptielen, behorend tot de Archosauromorpha.
In 1986 voerde paleontoloog Jacques Gauthier een kladistische analyse uit van de verwantschappen binnen de Archosauromorpha. Daarbij besloot hij voor het eerst een klade (monofyletische afstammingsgroep) Archosauria te bepalen en die kleiner te maken dan het traditionele concept Archosauria. Voortaan — zijn voorstel vond meteen een zekere navolging — zouden onder de archosauriërs alleen de voorouder van de krokodillen en de vogels en al zijn afstammelingen begrepen worden; het werd dus een zogenaamde "kroongroep", verankerd op de nog levende leden. Dit schiep echter de behoefte aan een term die overeenkwam met het oude bereik van het begrip Archosauria. Daarvoor schiep Gauthier de naam Archosauriformes, te definiëren als de laatste gemeenschappelijke voorouder van de Proterosuchidae en de Archosauria en al zijn afstammelingen.
De Archosauriformes hebben de volgende indeling:
- Archosauriformes
  - Proterosuchidae
  - Erythrosuchidae
  - Euparkeriidae
  - Proterochampsidae
  - Archosauria

De Britse paleontoloog Michael Benton aanvaardt de nieuwe interpretatie van Archosauria niet en blijft de naam gebruiken in de oude betekenis, die dan materieel met Archosauriformes overeenkomt. Voor Archosauria sensu Gauthier gebruikt hij de term Avesuchia.